# Emil Belzer
Pour les articles homonymes, voir Belzer.
Emil Belzer (né le 18 mars 1860 à Baden-Baden et mort le 18 septembre 1930 à Sigmaringen) est un avocat et homme politique allemand du Zentrum.

## Biographie

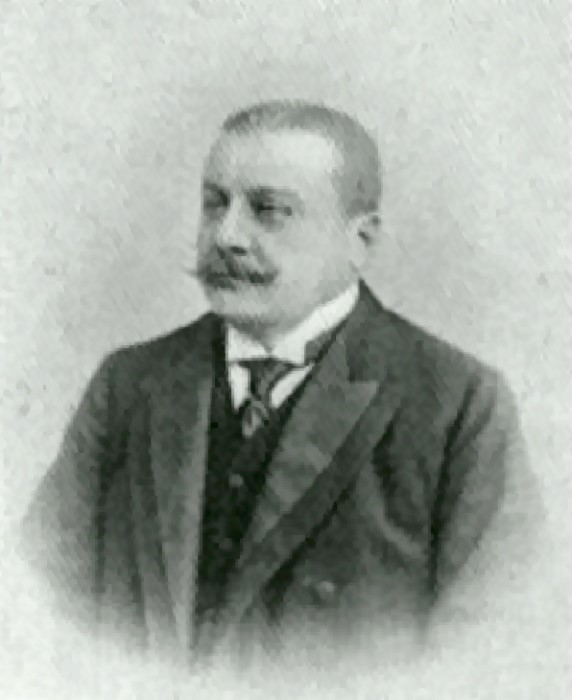
Emil Belzer (1907)

Belzer étudie le droit à Fribourg-en-Brisgau, Munich et Berlin. Depuis 1880, il est membre du Corps Hasso-Borussia Freiburg. En 1883, il obtient son doctorat. Belzer entre dans la magistrature après avoir terminé sa formation juridique habituelle. En 1895, il devient magistrat à Sigmaringen. En 1906, il est promu juge de district. De 1919 à 1926, Belzer est président du district de Sigmaringen.

## Politique
Politiquement, Belzer est membre du Zentrum. Il est député du Reichstag entre 1906 et 1918. Il est également membre de la Chambre des représentants de Prusse de 1906 à 1913. De plus, Belzer est membre du  parlement communal du pays de Hohenzollern (de) depuis 1900. Il est temporairement vice-président de cet organe. Entre 1919 et 1921, il est (en tant que successeur de Wilhelm Hülsemann (de)) président de l'assemblée et du comité régional de l'association régionale Hohenzollern. En 1919, Belzer réussit à devenir membre de l'Assemblée constituante de l'État libre de Prusse jusqu'en 1921. Entre 1922 et 1930, Belzer est également membre du Conseil d'État prussien.